# Deutsche Grundkarte

Beispiel einer Deutschen Grundkarte im Maßstab 1:5000 Freistaat Sachsen, Blatt 26g mit den Orten Zeschwitz und Zwenkau im Jahr 1931

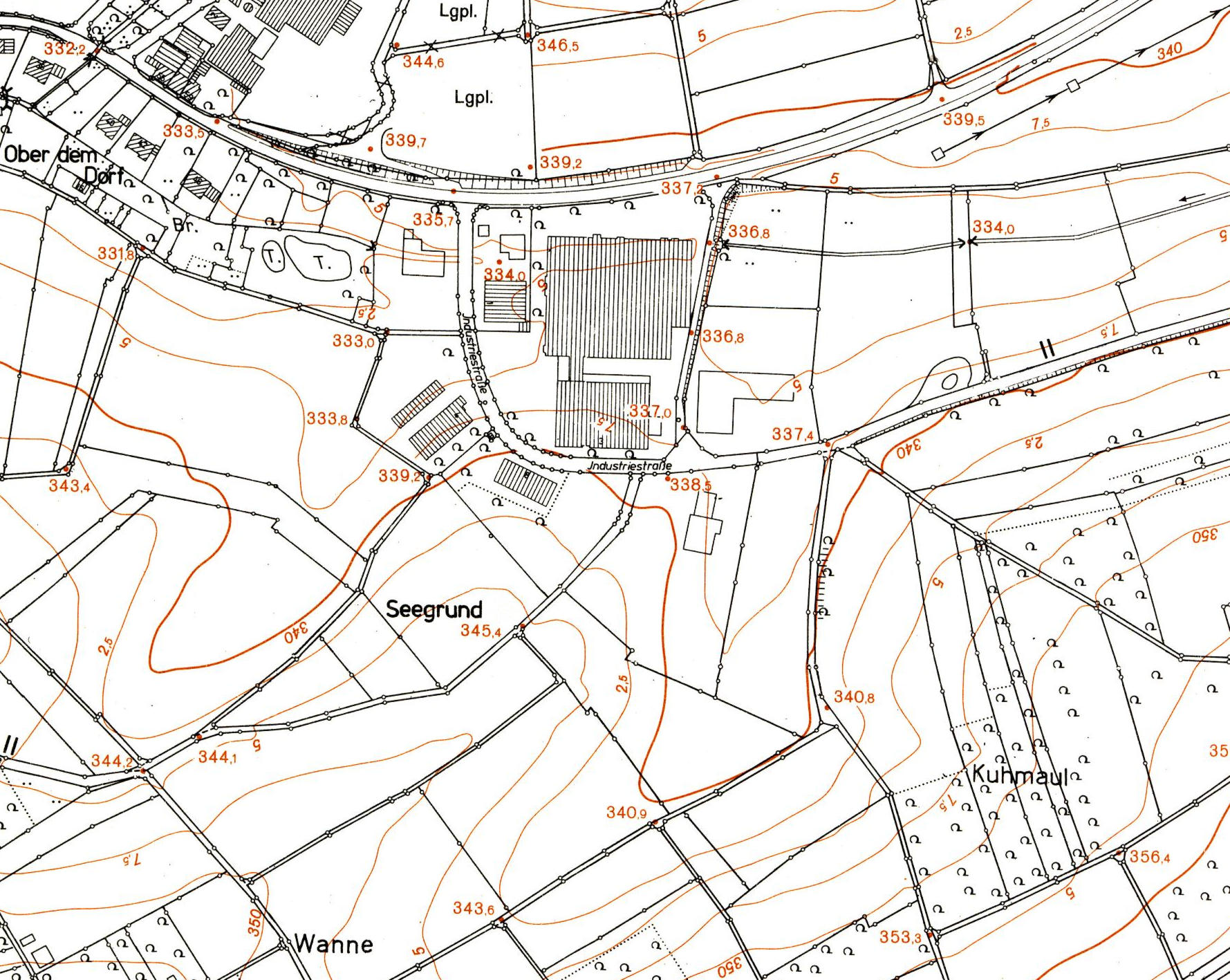
Beispiel einer Deutschen Grundkarte aus Baden-Württemberg

Deutsche Grundkarte (DGK) ist eine amtliche topographische Karte, von der Folgekarten in kleineren Maßstäben abgeleitet werden.
Eine DGK liegt meist in einem Maßstab von 1:5000 vor und wird als DGK 5 bezeichnet. Eine 40 cm × 40 cm große Karte bildet demnach eine Fläche von 2 km × 2 km in der Natur ab. Die DGK enthält alle wesentlichen topographischen Objekte in lagerichtiger und grundrisstreuer Form. Zudem werden Höhenlinien je nach Relief im Abstand von 0,5–5 m dargestellt. Für die Erstellung einer DGK werden Flurkarten, andere großmaßstäbige Karten (Vermessungsergebnisse etc.) und Orthofotos herangezogen. Im Unterschied zu topographischen Karten kleineren Maßstabes sind auch Grundstücksgrenzen dargestellt. In der DGK wird allgemein das Gauß-Krüger-Koordinatensystem verwendet. Der Blattschnitt erfolgt nach geraden Gauß-Krüger-Koordinaten. Die Blattnummerierung ergibt sich aus der Blattnummer der Topographischen Karte 1 : 25000 und einer laufenden Nummer innerhalb des Kartenblattes der TK25.
Die DGK ist in mehreren Varianten gebräuchlich:
- Normalausgabe (DGK 5 N)
- Grundriss (DGK 5 G)
- Luftbildkarte (DGK 5 L)
- Bodenkarte (DGK 5 Bo)

## Geschichte
Der Beirat für Vermessungswesen des Reichsamtes für Landesaufnahme empfahl 1923 die Herstellung einer topographischen Grundkarte 1:5000. 1925 erfolgte die Herausgabe eines Musterblatts und der Zeichenvorschrift durch das Reichsamt für Landesaufnahme. Das Gebiet des Deutschen Reichs wurde zum Zwecke der Grundkarte in rund 144.000 Kartenblätter eingeteilt. Die Herstellung erfolgte durch das Reichsamt für Landesaufnahme nur auf Bestellung, ansonsten stand die Herstellung auch Behörden unterer Verwaltungsebenen frei. Die offizielle Bezeichnung lautete vor 1936 Topographische Grundkarte des Deutschen Reiches 1:5000 neben der damals ebenfalls üblichen Bezeichnung (Reichs-)Wirtschaftskarte. 1936 wurde die Bezeichnung Deutsche Grundkarte 1:5000 eingeführt. Es entstand bis 1945 noch kein flächendeckendes Kartenwerk.

## Nachfolgeprodukte der DGK 5
Die Fortführung der DGK 5 wurde in den meisten Bundesländern mit Einführung der digitalen Ableitung der Topographischen Karten aus ATKIS-Daten eingestellt. Sie wird jedoch in der Regel durch andere Produkte ersetzt, die aus dem Amtlichen Liegenschaftskataster-Informationssystem ALKIS abgeleitet werden. In den neuen Bundesländern ist statt der DGK 5 die Topografische Karte 1:10.000 (TK 10) erhältlich.
| Bundesländer                        | Name des Produkts                         |
| ----------------------------------- | ----------------------------------------- |
| Bremen, Saarland                    | weiterhin DGK 5                           |
| Baden-Württemberg                   | (Fortführung seit 1998 eingestellt)       |
| Bayern                              | Digitale Planungskarte 1:5.000 (DPK 5)    |
| Berlin                              | Karte von Berlin 1:5.000 (K5)             |
| Hamburg                             | Digitale Karte von Hamburg 1:5.000 (DK 5) |
| neue Bundesländer                   | Topographische Karte 1:10.000 (TK 10)     |
| Niedersachsen                       | Amtliche Karte 1:5.000 (AK 5)             |
| Nordrhein-Westfalen                 | Amtliche Basiskarte 1:5.000 (ABK*)        |
| Rheinland-Pfalz, Schleswig-Holstein | Topographische Karte 1:5.000 (TK 5)       |